# Alina Rossman

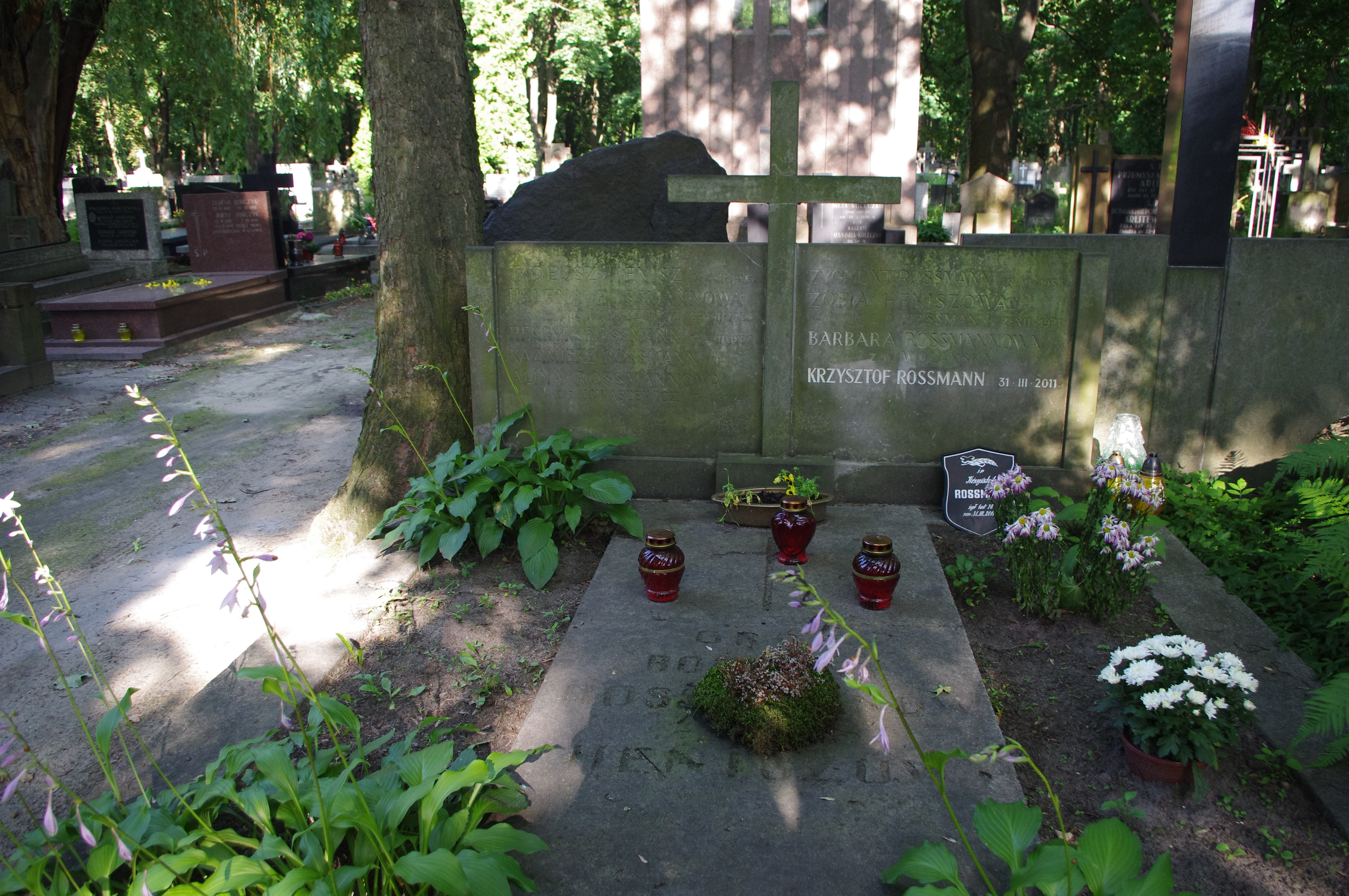
Grób Aliny i Henryka Rossmanów na Starych Powązkach w Warszawie

Alina Bronisława Rossman (ur. 26 grudnia 1905 w Warszawie, zm. 13 lutego 1948 tamże) – członek tajnej Organizacji Polskiej, przywódczyni konspiracyjnej organizacji Wiara i Wola, ps. "Maria".

## Rodzina
Była córką Cezarego Łukaszewicza (1864-1939, inżynier, pracownik Powszechnego Zakładu Ubezpieczeń Wzajemnych) i Aliny Leontyny z domu Kaznowska. Miała brata Cezarego. W 1927 wyszła za mąż za adwokata Henryka Rossmana, działacza Obozu Wielkiej Polski i przyszłego współzałożyciela Obozu Narodowo-Radykalnego. W 1928 urodziła córkę Alinę Helenę (zamężna Cybulska, zmarła 7 grudnia 2020), a w 1933 syna Krzysztofa (zmarł 31 marca 2011, w 1951 został skazany za działalność antypaństwową na 3 lata więzienia - założył z kolegami w Państwowym Gimnazjum i Liceum im. Stefana Batorego Klub Wykolejeńców).

## Wykształcenie i praca zawodowa
Uczęszczała do Gimnazjum Anny Jakubowskiej w Warszawie, w którym w 1923 zdała maturę. Następnie zaczęła pracować, udzielała korepetycji, w 1924 ukończyła kurs maszynopisania i stenografii. Władała biegle językiem francuskim i niemieckim. Po śmierci męża w 1937 podjęła pracę w sekretariacie głównego pisma ONR "ABC". W tym czasie została członkiem sekcji kobiecej Organizacji Polskiej, będącej tajną nadbudową polityczną ONR.

## II wojna światowa
W czasie okupacji niemieckiej w 1940 r. utworzyła kobiecą organizację Orzeł Biały (przemianowaną w 1941 r. na „Wiarą i Wolą“), która podlegała Grupie "Szańca", czyli konspiracyjnej kontynuacji ONR. Współorganizowała jej okręgi: warszawski, kielecki, lubelski, częstochowski i lwowski, którego jednak ostatecznie nie udało się uruchomić.

## Okres powojenny i represje
Po zakończeniu wojny pozostała w konspiracji. Od sierpnia 1945 współpracowała z ostatnim Komendantem Głównym Narodowych Sił Zbrojnych. 19 marca 1947 została aresztowana przez UB. W połowie czerwca tego roku ciężko zachorowała (nowotwór). 8 września z tego względu uchylono jej areszt tymczasowy i przewieziono do Szpitala Wolskiego, gdzie stale przebywała pod strażą funkcjonariuszy UB. 13 lutego 1948 zmarła.